# Polixen Epífanes Soter

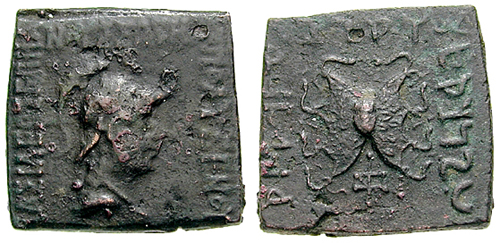
Moneda de Polixè

Polixen Epífanes Soter (grec antic: Πολύξενος ὁ Ἐπιφανῆς ὁ Σωτήρ, 'Políxen l'Il·lustre i Salvador') fou un rei indogrec que va governar breument al Panjab occidental o Gandhara.
Osmund Bopearachchi situa a Polixen vers el 100 aC i R.C. Senior vers 85-80 aC. Les monedes el mostren amb la diadema i sent una persona jove; les monedes d'argent s'assemblen a les d'Estrató I i els dos reis van utilitzar els epítets Soter i Epífanes tenint a la part del darrere de les monedes a Atena Alcidemos (Pal·las Atena), l'emblema de la dinastia de Menandre I. Polixen va encunyar també monedes de bronze amb Atenea a la part del darrere i al davant la capa o collar. Hom li coneix almenys un àtic d'argent. Hi ha poques monedes seves i només tenen tres monogrames, els que comparteix amb Estrató I i els reis Helíocles II i Arquebi segon Bopearachchi i Senior. Podria haver estat un pretendent pel poder després de l'assassinat d'Estrató I que probablement era el seu pare.